# Ciclismo nos Jogos Olímpicos de Verão de 2016 - Cross-country masculino
A prova de cross-country masculino do ciclismo nos Jogos Olímpicos de Verão de 2016 foi disputada no dia 21 de agosto no Centro de Mountain Bike.

## Calendário
Horário local (UTC-3)
| Dia          | Horário | Fase  |
| ------------ | ------- | ----- |
| 21 de agosto | 12:30   | Final |

## Medalhistas
| Ouro   | SUI Nino Schurter         |
| Prata  | CZE Jaroslav Kulhavý      |
| Bronze | ESP Carlos Coloma Nicolás |

## Resultados

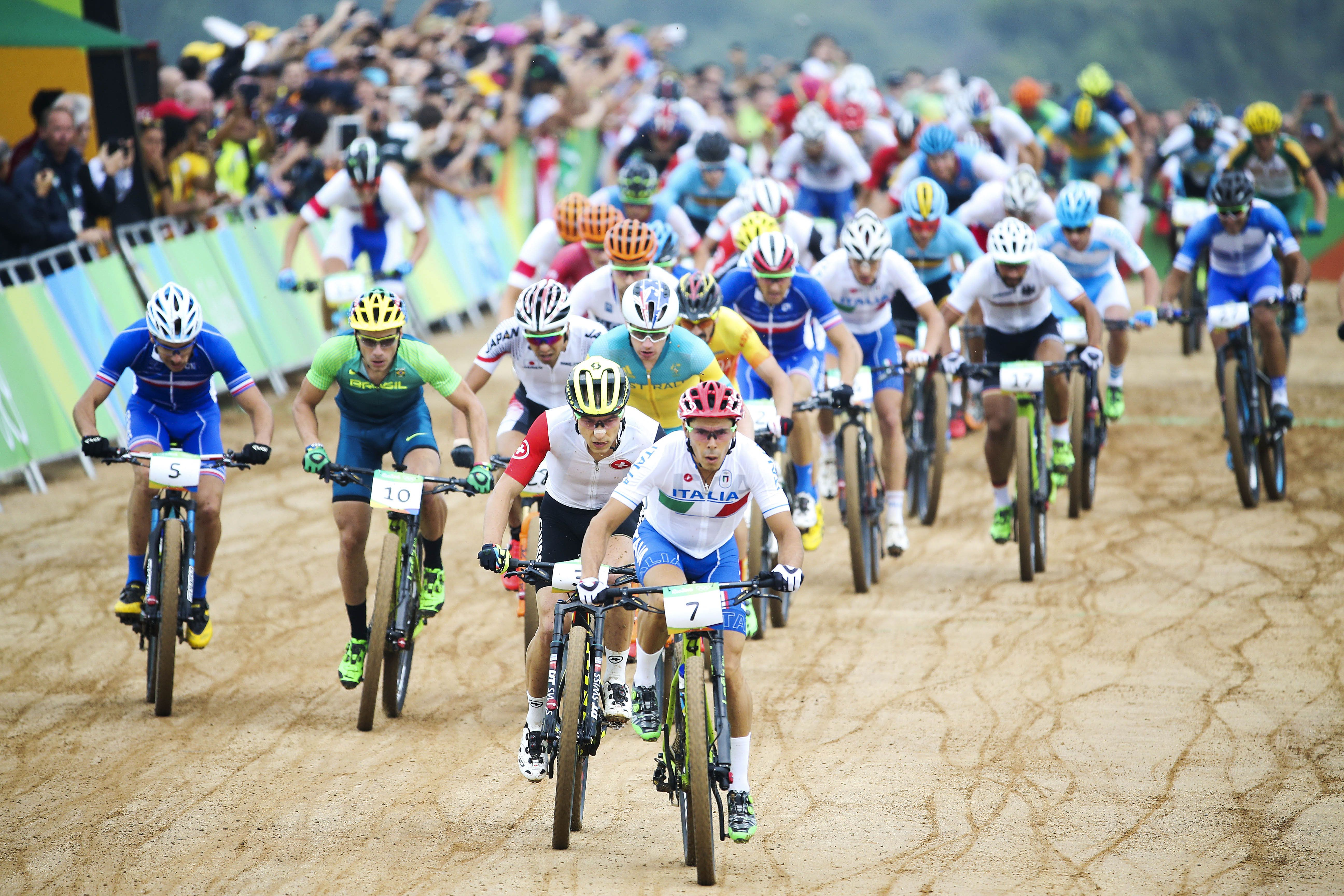
Competidores durante o início da prova de mountain bike.

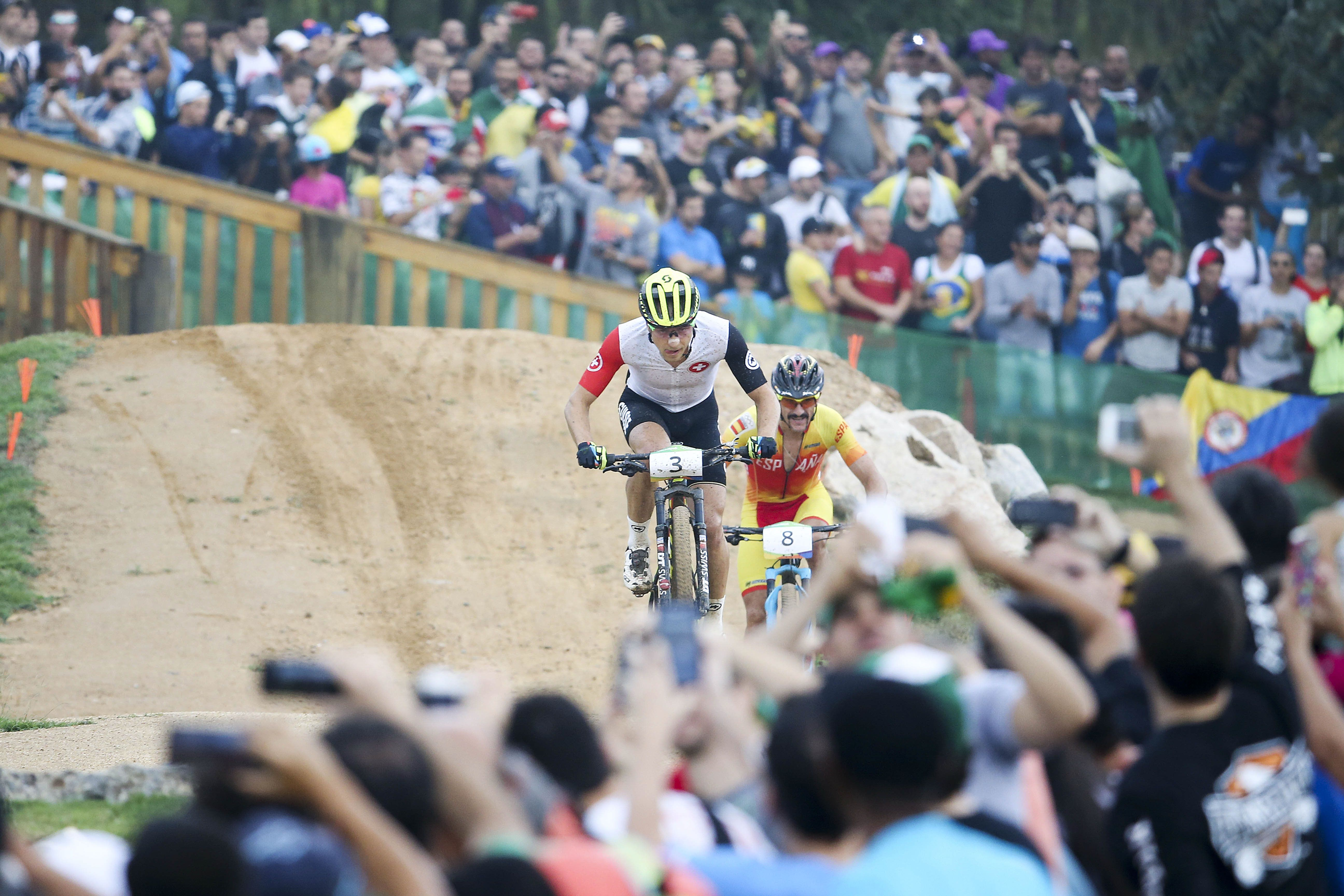
Nino Schurter e Carlos Coloma Nicolás destscam-se na liderança da prova.

| Pos.              | No. | Ciclista              | CON                 | Ranking UCI | Tempo      |
| ----------------- | --- | --------------------- | ------------------- | ----------- | ---------- |
| Medalha de ouro   | 3   | Nino Schurter         | SUI Suíça           | 2           | 1h 33' 28" |
| Medalha de prata  | 1   | Jaroslav Kulhavý      | CZE República Checa | 8           | 1h 34' 18" |
| Medalha de bronze | 8   | Carlos Coloma Nicolás | ESP Espanha         | 12          | 1h 34' 51" |
| 4                 | 4   | Maxime Marotte        | FRA França          | 3           | 1h 35' 01" |
| 5                 | 31  | Jhonnatan Botero      | COL Colômbia        | 51          | 1h 35' 44" |
| 6                 | 13  | Mathias Flückiger     | SUI Suíça           | 19          | 1h 35' 52" |
| 7                 | 14  | Luca Braidot          | ITA Itália          | 21          | 1h 36' 25" |
| 8                 | 2   | Julien Absalon        | FRA França          | 1           | 1h 36' 43" |
| 9                 | 6   | David Valero          | ESP Espanha         | 9           | 1h 37' 00" |
| 10                | 5   | Victor Koretzky       | FRA França          | 5           | 1h 37' 27" |
| 11                | 35  | Ruben Scheire         | BEL Bélgica         | 60          | 1h 37' 36" |
| 12                | 18  | Anton Sintsov         | RUS Rússia          | 26          | 1h 37' 38" |
| 13                | 17  | Manuel Fumic          | GER Alemanha        | 25          | 1h 37' 39" |
| 14                | 15  | Ondřej Cink           | CZE República Checa | 22          | 1h 38' 18" |
| 15                | 16  | José Antonio Hermida  | ESP Espanha         | 24          | 1h 38' 21" |
| 16                | 11  | Daniel McConnell      | AUS Austrália       | 17          | 1h 38' 42" |
| 17                | 32  | Grant Ferguson        | GBR Grã-Bretanha    | 52          | 1h 39' 10" |
| 18                | 40  | Jens Schuermans       | BEL Bélgica         | 84          | 1h 39' 30" |
| 19                | 37  | Andrea Tiberi         | ITA Itália          | 70          | 1h 39' 33" |
| 20                | 7   | Marco Aurelio Fontana | ITA Itália          | 10          | 1h 40' 25" |
| 21                | 22  | Kohei Yamamoto        | JPN Japão           | 32          | 1h 40' 34" |
| 22                | 25  | Jan Škarnitzl         | CZE República Checa | 36          | 1h 41' 11" |
| 23                | 10  | Henrique Avancini     | BRA Brasil          | 16          | 1h 41' 18" |
| 24                | 34  | András Parti          | HUN Hungria         | 58          | 1h 41' 20" |
| 25                | 9   | Catriel Soto          | ARG Argentina       | 15          | 1h 42' 01" |
| 26                | 42  | Alan Hatherly         | RSA África do Sul   | 95          | 1h 42' 03" |
| 27                | 36  | Léandre Bouchard      | CAN Canadá          | 65          | 1h 42' 43" |
| 28                | 38  | Moritz Milatz         | GER Alemanha        | 72          | 1h 43' 14" |
| 29                | 28  | Shlomi Haimy          | ISR Israel          | 48          | 1h 43' 30" |
| 30                | 39  | Rubens Donizete       | BRA Brasil          | 7           | 1h 44' 01" |
| 31                | 27  | Dimitrios Antoniadis  | GRE Grécia          | 41          | 1h 44' 17" |
| 32                | 46  | Chan Chun Hing        | HKG Hong Kong       | 267         | 1h 44' 41" |
| 33                | 41  | Andrey Fonseca        | CRC Costa Rica      | 87          | 1h 44' 54" |
| 34                | 12  | Simon Andreassen      | DEN Dinamarca       | 18          | 1h 47' 44" |
| 35                | 50  | Peter Sagan           | SVK Eslováquia      | 900         | LAP        |
| 36                | 43  | Scott Bowden          | AUS Austrália       | 101         | LAP        |
| 37                | 19  | Sam Gaze              | NZL Nova Zelândia   | 27          | LAP        |
| 38                | 33  | Howard Grotts         | USA Estados Unidos  | 55          | LAP        |
| 39                | 24  | Tiago Ferreira        | POR Portugal        | 35          | LAP        |
| 40                | 30  | Raphaël Gagné         | CAN Canadá          | 50          | LAP        |
| 41                | 45  | Nathan Byukusenge     | RWA Ruanda          | 129         | LAP        |
| 42                | 26  | James Reid            | RSA África do Sul   | 40          | LAP        |
| 43                | 48  | Wang Zhen             | CHN China           | 322         | LAP        |
| 44                | 20  | David Rosa            | POR Portugal        | 29          | LAP        |
| —                 | 29  | Lars Förster          | SUI Suíça           | 49          | DNF        |
| —                 | 21  | Alexander Gehbauer    | AUT Áustria         | 30          | DNF        |
| —                 | 49  | Peter Lombard II      | GUM Guam            | 542         | DNF        |
| —                 | 23  | Rudi van Houts        | NED Países Baixos   | 34          | DNF        |
| —                 | 44  | Phetetso Monese       | LES Lesoto          | 112         | DNF        |